# 뉴스데일리웹
뉴스데일리웹(Newsdalywebi)은 2024년 1월 서비스를 시작한 대한민국의 자동차 전문 언론사이다.

## 개요
뉴스데일리웹(Newsdalywebi)은 자동차 업계에서 다양한 소식과 정보를 제공하는 미디어로, 국내외 자동차 시장에서 벌어지는 최신 이슈부터 각종 자동차 모델의 신제품 출시 소식, 그리고 자동차 산업과 관련된 다양한 분야의 기술적인 개발 동향 등을 다루는 매거진 사이트이다.